# Gerrit van Riemsdijk (rentmeester)
Gerrit van Riemsdijk (Coevorden, circa 1649 – 10 februari 1714) was een Nederlandse vaandrig en rentmeester.

## Leven en werk
Van Riemsdijk was een zoon van de plaatsmajoor te Coevorden Jacob van Riemsdijk. Van Riemsdijk was in 1673 als vaandrig belast met de verdediging van het Huis Gramsbergen tegen de Munsterse troepen van Bernhard von Galen, die onder leiding stonden van de overste Ransdorf. Volgens Molhuijsen zou hij eerst twee aanvallen hebben afgeslagen, waarna hij met zijn 36 man capituleerde voor de overmacht van Ransdorf met zijn 900 man. Hij wist, aldus Molhuijsen, voor hem en zijn mannen een vrije aftocht te bedingen door voor te wenden dat zij met een grote troepenmacht het Huis Gramsbergen bezet hielden.
Van Riemsdijk stond in 1673 ingeschreven bij de Universiteit Leiden als student wiskunde. Hij werd rentmeester van Anna Maria van Haeften, vrouwe van Gramsbergen en ontvanger der personele middelen van het schoutambt Hardenberg, Heemse en Gramsbergen. Hij was tevens rentmeester van de huizen Zalk, Collendoorn en de Pothoff.
Van Riemsdijk trouwde op 3 augustus 1683 te Gramsbergen met Mechteld Lijsebeth van Lennep, dochter van  Wolter van Lennep ten Velde en Johanna Brandlecht. Na haar overlijden hertrouwde hij op 5 maart 1702 te Gramsbergen met Alet Anna Voltelen, dochter van ds Hermannus Voltelen en Elizabeth Bruyninck. Zij was de weduwe van ds. Albertus Reiners. Zoon Jacobus uit zijn eerste huwelijk trouwde met zijn stiefzuster Johanna Reiners. Deze zoon Jacobus en zijn kleinzoon Albertus volgden hem achtereenvolgens op als rentmeester. Kleinzoon Albertus werd later schulte van Havelte en Vledder.